# Il vendicatore del Texas (film 1942)
Il vendicatore del Texas (Law and Order) è un film del 1942 diretto da Sam Newfield.